# Peking Nordbahnhof
Peking Nordbahnhof (chinesisch 北京北站, Pinyin Běijīng Běi Zhàn, kurz: 北京北,  Běijīng Běi) ist ein Fernbahnhof im Norden der chinesischen Hauptstadt Peking im Stadtbezirk Xicheng. Der 1906 für die Peking–Baotou-Bahn eröffnete Bahnhof wurde im November 2016 geschlossen und durch einen neuen 2019 eröffneten Bahnhof ersetzt, der den Zügen der Schnellfahrstrecke Peking–Zhangjiakou dient. Der Bahnhof trug bis 1988 den Namen Bahnhof Xizhimen (chinesisch 西直門站 / 西直门站, Pinyin Xīzhímén Zhàn), der heute noch für die beim Bahnhof liegende Station der U-Bahn Peking verwendet wird.

## Lage

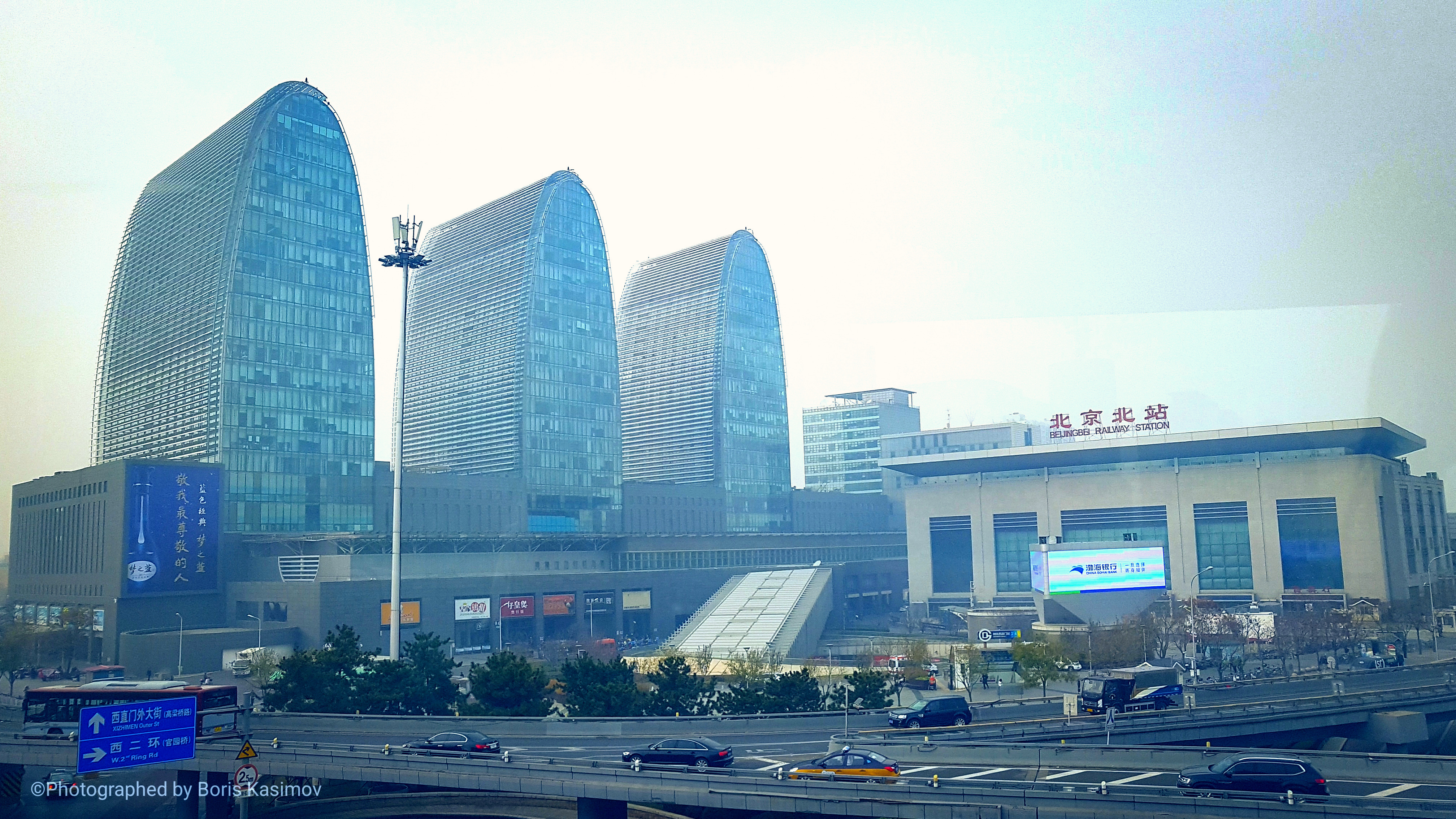
Links das Xihuan Plaza, rechts der Nordbahnhof

Der Bahnhof befindet sich im Straßenviertel Zhanlanlu Jiedao (Ausstellungsstraße) im Stadtbezirk Xicheng an der Nordwestecke der 2. Ringstraße von Peking. Die Entfernung zum Tian’anmen-Platz beträgt acht Kilometer. Die U-Bahn Peking erschließt den Bahnhof mit drei U-Bahn-Linien. Westlich des Bahnhofs liegt die oberirdische Endstation der Linie 13. Sie ist in der Überbauung Xihuan Plaza untergebracht, die neben der U-Bahn-Station ein Einkaufszentrum beherbergt, das von vier Bürotürmen überragt wird. Drei der Türme haben ein auffälliges ovales Tonnendach. Unter dem Platz vor dem Bahnhof befindet sich die Kreuzungsstation der Ringlinie 2 mit der Linie 4. Alle U-Bahn-Stationen sind nach dem alten Namen des Bahnhofs Xizhimen benannt. Der Nordbahnhof ist einer der vier großen Fernbahnhöfe Pekings.

## Geschichte

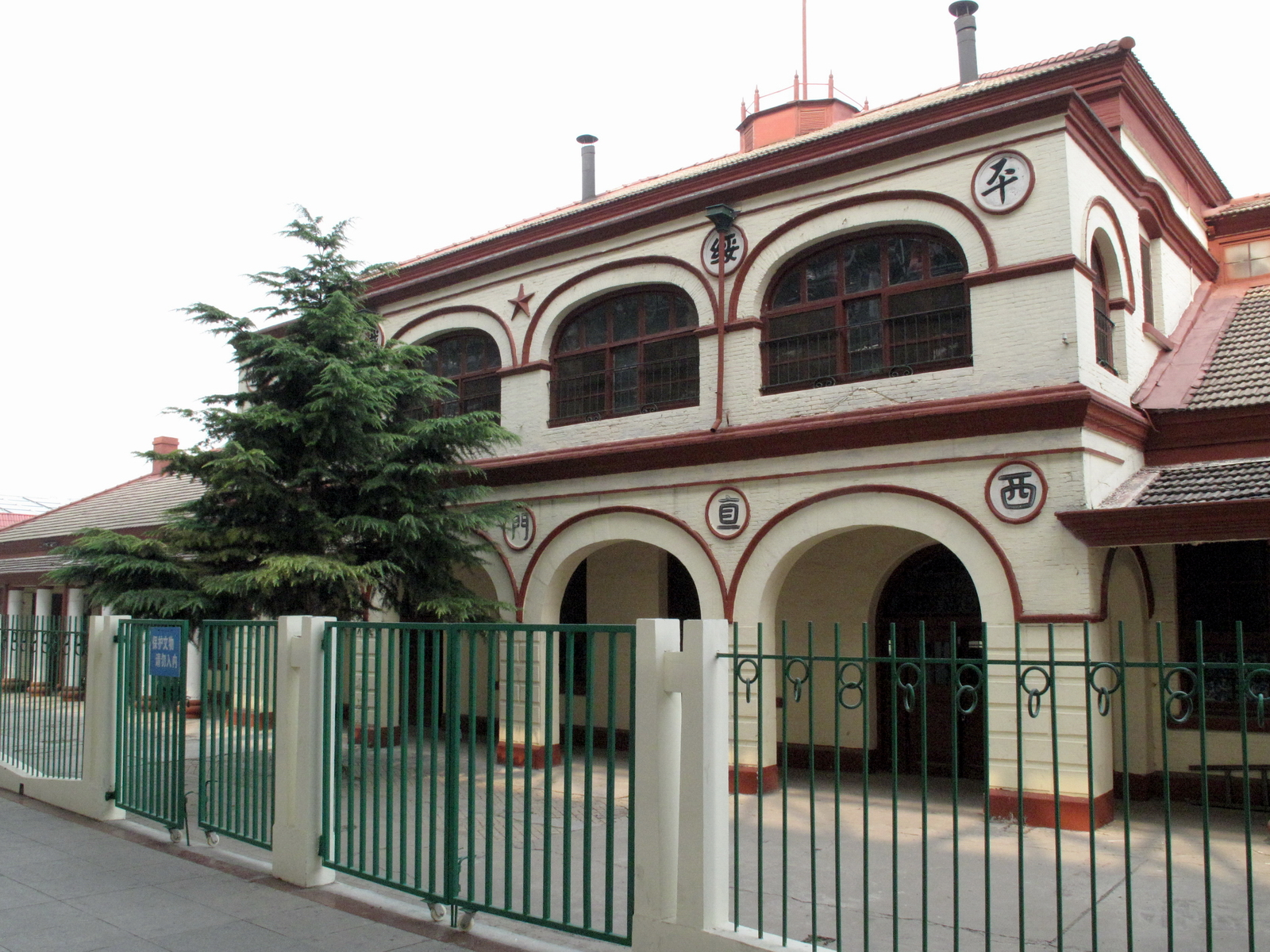
Das Empfangsgebäude des alten Bahnhofs

Der erste Bahnhof wurde ab 1905 zusammen mit der Beijing–Zhangjiakou-Bahn erbaut. Es war ein Unterwegsbahnhof am ersten Abschnitt der Strecke, die im Bahnhof Fengtai begann und in Nankou im Stadtbezirk Changping endete. Die Strecke wurde ab 1911 nach Westen zur Peking–Baotou-Bahn erweitert, die ihren Endpunkt 1923 erreichte. Bei der Eröffnung 1906 war der Bahnhof ein einstöckiges Gebäude, das erst später um einen zweiten Stock erweitert wurde.
Im Jahre 1968 wurde der Streckenabschnitt Guang’anmen–Xizhimen eingestellt und abgebrochen, um mehr Platz für den Straßenverkehr in der Stadt zu schaffen. Der Bahnhof Xizhimen wurde dadurch zu einem Kopfbahnhof. Er erhielt 1988 den heutigen Namen Nordbahnhof. Das alte Empfangsgebäude wurde 1995 unter Denkmalschutz gestellt. Ab 2005 wurde der Bahnhof für 110 Mio. Yuan umgebaut. Er erhielt ein neues Empfangsgebäude vor dem Querbahnsteig gebaut, welches das Alte in Seitenlage ersetzte. Die offizielle Einweihung des umgebauten Bahnhofs fand im Januar 2009 statt.
Am 1. November wurde der Nordbahnhof zusammen mit dem Bahnhof Qinghe für drei Jahre geschlossen, um die dazwischen liegende elf Kilometer lange Bahnstrecke in einen Tunnel zu verlegen. Während dieser Zeit verkehrten die Vorortzüge nach den Stadtbezirke Huairou und Miyun ab dem Bahnhof Changping, diejenigen der Linie S2 nach Shacheng ab Huangtudian. Der leicht renovierte Bahnhof ging zusammen mit der Schnellfahrstrecke Peking–Zhangjiakou am 30. Dezember 2019 wieder in Betrieb. Während die Züge nach den Stadtbezirke Huairou und Miyun wieder ab dem Nordbahnhof verkehrten, blieb der Endbahnhof der S2 in Huangtudian.

## Bauwerk
Der Bahnhof weist sechs überdachte Bahnsteige mit 11 Bahnsteigkanten auf. Vor den Bahnsteigen steht das sechsstöckige Empfangsgebäude. Fahrkartenschalter und Warteräume befinden sich im Erdgeschoss und im Untergeschoss, in den Obergeschossen sind Büros untergebracht. Die Wartehallen bieten Platz für 3500 Reisende.

## Verkehr
Vom Nordbahnhof verkehren Fernzüge in Richtung Innere Mongolei. Es können die Städte Zhangjiakou, Datong, Hohhot und Baotou erreicht werden, ebenso Badaling, das bei Touristen bekannt ist als Zugang zum restaurierten Abschnitt der Chinesische Mauer. Im Hochgeschwindigkeitszug dauert die Reise nach Baotou etwas dreieinhalb Stunden, nach Badaling dauert es 20 bis 30 Minuten.
Die Pekinger Vorortbahn Beijing City Rail (BCR) erschließt mit den in Richtung Nordosten verkehrenden Zügen die Stadtbezirke Huairou und Miyun. Die Linie S2 führte bis November 2016 über Badaling nach Yanqing. Der Endpunkt der S2 wurde aber im Zusammenhang mit dem Bau der Schnellfahrstrecke nach Huangtudian verlegt.
Der Nordbahnhof wurde 2021 täglich von ungefähr 10.000 bis 15.000 Reisenden benutzt.